# Zuzanna Famulok
Zuzanna Famulok (14 de noviembre de 2003) es una deportista polaca que compite en natación, especialista en el estilo libre. Ganó tres medallas en el Campeonato Europeo de Natación de 2024, plata en 4 × 100 m libre mixto y 4 × 200 m libre mixto y bronce en 4 × 100 m libre.

## Palmarés internacional
| Campeonato Europeo | Campeonato Europeo | Campeonato Europeo | Campeonato Europeo    |
| Año                | Lugar              | Medalla            | Prueba                |
| ------------------ | ------------------ | ------------------ | --------------------- |
| 2024               | Belgrado (Serbia)  | Medalla de plata   | 4 × 100 m libre mixto |
| 2024               | Belgrado (Serbia)  | Medalla de plata   | 4 × 200 m libre mixto |
| 2024               | Belgrado (Serbia)  | Medalla de bronce  | 4 × 100 m libre       |